# James Harrington
James Harrington (Upton, 3 gennaio 1611 – Londra, 11 settembre 1677) è stato un filosofo e scrittore britannico, autore dell'opera di filosofia politica intitolata La Repubblica di Oceana 
(1656).
Harrington è stato tra i protagonisti del repubblicanesimo inglese del XVII secolo, fautore di un regime a costituzione mista basato su una divisione egualitaria tra i cittadini della proprietà della terra.

## Biografia
James Harrington nacque nel 1611, primogenito di una famiglia della vecchia gentry di Upton nel Northamptonshire. Entrato nel Trinity College di Oxford, abbandonò due anni più tardi gli studi senza aver conseguito l'abilitazione. Intraprese quindi una serie di viaggi di formazione in Olanda, Danimarca, Germania, Francia e Italia (secondo John Toland, che ne scrisse una biografia, in visita al papa si rifiutò di baciargli il piede come l'usanza prescriveva).
Nel 1646, durante la prima fase della Guerra civile inglese, fu in un gruppo di gentiluomini che seguirono una commissione parlamentare a Newcastle per convincere Carlo I a spostarsi più vicino a Londra. In seguito Harrington fece parte di una corte ristretta di persone gradite al re che lo accompagnarono dalla metà del 1647 fino alla fine del monarca nel gennaio del 1649.
Rimane controverso se Harrington assisté all'esecuzione di Carlo. Secondo John Aubrey e Toland, in questo intervallo di tempo si sarebbe legato con una devozione particolare al sovrano, e la morte di questi potrebbe avergli causato uno stato malinconico di lungo periodo, durante il quale si sarebbe dedicato interamente all'approfondimento degli studi. Si è 
addirittura ipotizzato alla base della stessa Oceana il tentativo di evadere, conferendo loro una veste razionale, dai perduranti effetti di un lutto altrimenti insuperabile.
Non del tutto chiarite sono le circostanze di pubblicazione di Oceana, diffusa in un primo tempo da stampatori riconducibili all'opposizione anticromwelliana. Dopo l'apparizione di questa che è la sua opera più importante e famosa, Harrington fu impegnato in una serie di polemiche dalle quali scaturirono quasi tutti i suoi lavori successivi, i quali costituiscono perlopiù altrettante prese di posizione nei confronti di avversari che si dimostrarono spesso piuttosto riluttanti a prendere sul serio la proposta politica di Oceana.
Il dibattito con gli oppositori finì comunque per prendere corpo ed irrobustirsi sempre più, fino a schierare un fronte molteplice di posizioni antiharringtoniane assai differenti fra loro; Harrington guadagnò così un ruolo di rilievo nel panorama politico-culturale dell'Inghilterra dell'Interregno, anche se non ricoprì mai direttamente una carica istituzionale, né fu membro del parlamento. Nel 1659 presero avvio gli incontri del Rota Club, un circolo informato da idee harringtoniane al quale parteciparono gli esponenti maggiori del repubblicanesimo radicale.
Quando la Restaurazione era ormai un dato di fatto, il club venne sciolto e i suoi principali esponenti arrestati. Sottoposto anch'egli ad arresto il 28 dicembre 1661, fu imprigionato nella Torre di Londra, quindi confinato all'isola di St. Nicholas e poi a Portsmouth. Verosimilmente patì dopo il settembre del 1662 un collasso nervoso, forse indotto dalle sostanze che
gli erano somministrate per curarlo; ebbe per questo la detenzione diminuita e successivamente il permesso di ritornare libero nella capitale.
Scrisse ancora un'opera di argomento non politico, The Mechanics of Nature, ma vi sono dubbi che essa sia imputabile alla persona nel pieno delle facoltà intellettive che aveva redatto le opere precedenti; sembra anzi che sia stata scritta nell'intento di provare di non essere pazzo. Visse per altri quindici anni a Westminster, assistito probabilmente dall'amico Aubrey, non tuttavia in uno stato di alienazione tale da impedirgli una vita sociale; in questi anni frequentò alcuni tra i vecchi amici e addirittura si sposò. Morì per i postumi di una paralisi.

## Pensiero
Il pensiero di Harrington si trova esposto soprattutto ne La Repubblica di Oceana. Con quest'opera egli si propone di mostrare concretamente, attraverso la descrizione di un nuovo modello costituzionale per l'Inghilterra, come sia possibile fondare il governo della legge sull'uomo. Mirare a un governo della legge sull'uomo per Harrington significa ritornare ai modelli politici invalsi nel repubblicanesimo antico – quello delle dottrine politiche aristoteliche come della Roma repubblicana – nei quali la signoria della legge era già stata la regola. Per fare ciò è necessario capire la ragione per cui quei modelli ad un certo punto siano andati perduti, e, una volta compresa tale ragione, vedere se in base ad essa non sia possibile prevedere e stabilire definitivamente il ritorno dell'antico repubblicanesimo.
Così Harrington si impegna in un'analisi di filosofia della storia, nella quale descrive il succedersi della prudenza moderna – l'era del comando dell'uomo sull'uomo, con cui sostanzialmente identifica il medioevo – a quella dell’antica prudenza – l'era, appunto, del comando della legge sull'uomo. Egli ritiene di poter provare che il principio che regola il succedersi di queste fasi sia quello del possesso della terra, per la corrispondenza immediata che intravede tra questo e la forza militare. In questo modo, laddove uno o pochi possiedono la maggior parte del territorio di una nazione, si avrà per forza un regime monarchico od oligarchico; dove invece il possesso della terra è per la sua più grande parte diffuso presso la maggioranza della popolazione, vi saranno le premesse per un regime popolare. Ora, secondo Harrington le vicende degli ultimi decenni della storia inglese culminate nella Guerra civile mostrano inconfutabilmente che è maturo il momento per il passaggio a un governo popolare, che deve essere assicurato con l'instaurazione degli "ordini" di Oceana.
Si tratta di conferire una forma – che Harrington chiama anche "sovrastruttura" – alla "fondazione", ovvero alla condizione dell'assetto proprietario "popolare" venutasi a determinare ultimamente in Inghilterra. A differenza di quanto avviene per Hobbes, che secondo Harrington concepisce (errando) una forma monarchica su una fondazione popolare, la forma degli ordini repubblicani si costituisce in tre momenti:
- una legge agraria volta a stabilizzare la condizione dell'assetto proprietario attuale, eternandola;
- la creazione di un regime di governo a costituzione mista, in base al quale siano espresse due camere, una alta con la facoltà di proporre le misure legislative, una bassa con la facoltà di approvare quanto proposto dalla camera alta – realizzando così una forma di bilanciamento dei poteri che impedirà ogni modifica sostanziale della fondazione proprietaria sottostante. Harrington illustra la necessità di questo procedimento nel modo seguente: «Ed anche le ragazze sanno ciò con uguale certezza e facilità, visto che sono cose di comune pratica tra loro, in diversi casi. Per esempio, due di esse hanno una torta indivisa, che è stata donata in maniera che ognuna possa avere quello che le spetta; 'dividi', dice l'una all'altra, 'e io sceglierò; o lascia che io divida e tu sceglierai'. Se questo è subito accettato, basta; perché se colei che divide lo fa in maniera diseguale perde, in quanto l'altra prende la parte migliore; perciò lei dividerà in parti uguali, in modo che entrambe abbiano una parte giusta»[1].
- il principio di rotazione delle cariche.

Va ricordato che, come d'altronde accade nel quasi contemporaneo Leviatano di Hobbes e in molta della pubblicistica politica del tempo, Harrington si occupa anche del significato religioso dello stato. Ciò avviene in base alla premessa secondo cui, ai primordi di una storia che ha un senso contemporaneamente politico e sacro, l'autorità sovrana aveva avuto anche un carattere immediatamente sacerdotale.
Sulla scorta di una ricostruzione storica di alcuni passaggi veterotestamentari che, parallelamente alla distinzione tra antica prudenza e moderna prudenza, distingue tra Elohim, la Israele repubblicana originaria, e Cabala, lo "stato degli Ebrei" a regime monarchico, egli postula un ordinamento ecclesiastico di tipo congregazionalista, nel quale «l'autorità viene assegnata ai sacerdoti secondo un percorso ascendente determinato dal pubblico riconoscimento, e quindi l'autorità religiosa si risolve in ultima analisi in quella politica», in polemica con le istanze clericali di tipo "papista" o anglicano o presbiteriano.
In particolare, Harrington chiarisce la necessità di una conferma elettorale di carattere popolare dell'ordinazione sacerdotale attraverso un argomento filologico che distingue la chirotonia, l'alzata di mani del gesto elettorale di conferma che sarebbe stata in uso nelle prime comunità cristiane, dalla chirothesia, l'imposizione delle mani di un'autorità clericale sovraordinata senza conferma dal basso, che si sarebbe imposta successivamente soppiantando la prima.

## Fortuna recente
L'opera di Harrington ha conosciuto una certa notorietà nel secondo millennio grazie al lavoro dello storico neozelandese J. G. A. Pocock "Il momento machiavelliano". Infatti Pocock (che ha anche curato l'edizione integrale delle opere del filosofo inglese) ha proposto per la prima volta l'idea di una connessione tra le formulazioni di Harrington e gli ideali repubblicani dell'umanesimo fiorentino, da Bruni e Guicciardini fino a Machiavelli e Giannotti, interpretati come consapevole meditazione e prosecuzione del retaggio aristotelico del civis come zoon politikon. Nella ricostruzione di Pocock tale apparentamento, sedimentatosi nell'esperienza repubblicana inglese di Harrington, si sarebbe quindi proteso fino all'altra sponda dell'Atlantico, fornendo il circuito concettuale alla base della Rivoluzione americana e poi della stessa costituzione politica della nazione originatasi con quell'evento, inaugurando così il "paradigma dell'umanesimo civico" o anche della "virtù civica".

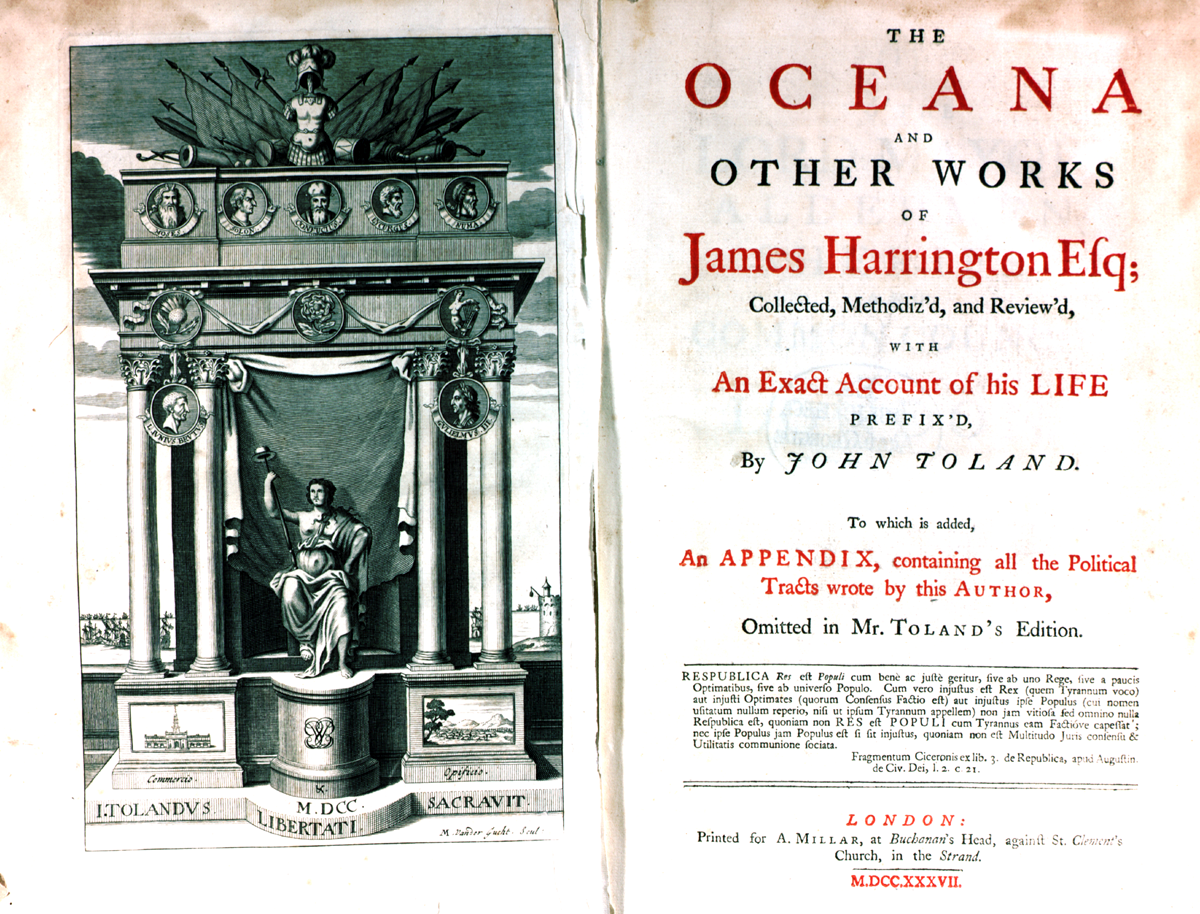
Frontespizio di Oceana nell'edizione curata da J. Toland.

## Opere
Tutti i lavori di Harrington apparvero tra settembre-novembre 1656 e marzo 1660, ad eccezione degli ultimi tre, che sono postumi.
- La repubblica di Oceana (The commonwealth of Oceana)
- The manner and use of the ballot
- Pian Piano
- The prerogative of popular government
- The stumbling-block of disobedience and rebellion
- A note upon the foregoing eclogues
- Brief directions
- The art of lawgiving
- Politicaster
- Pour enclouer le canon
- A discourse upon this saying: The spirit of the Nation is not yet to be trusted with liberty
- A discourse showing that the spirit of parliaments... is not to be trusted
- A parallel of the spirit of the people with the spirit of Mr Rogers
- Aphorisms political
- Valerius and Publicola
- The Rota
- The ways and means whereby an equal and lasting commonwealth may be suddenly introduced etc.
- A letter unto Mr Stubbe
- A system of politics
- The examination of James Harrington
- The mechanics of nature